# شابل (مترو باريس)
لا شابل أو الشابل (بالفرنسية: La Chapelle)‏ هي محطة مترو تابعة لمترو باريس تقع في فرنسا بين الدائرتين 10 و 18 فوق Boulevard de la Chapelle.وتقع على الخط 2 لمترو باريس.

## خدماته
تخدم هذه المحطة حي الشابل وتقع في جنوب الحي.

## تاريخ المحطة
تم افتتاح محطة شابل في 31 يناير 1903 كجزء من امتداد الخط 2 من Anvers إلى Bagnolet (يسمى الآن Alexandre Dumas). تم تسميته على اسم Place de la Chapelle ، الذي سمي على اسم Barrière de la Chapelle، وهو بوابة تم بناؤها لتحصيل الضرائب كجزء من جدار المزارعين العامين؛ ثم تم بناء البوابة بين عامي 1784 و 1788 وهُدمت بعد عام 1859. سميت البوابة على اسم قرية ضمتها باريس عام 1860 وسميت على اسم كنيسة صغيرة للقديس جينيفيف بنيت في القرن السادس.منذ عام 1993 ، ربطه ممر طويل بالجزء تحت الأرض من Gare du Nord.خلال صيف عام 2012 ، أغلقت المحطة لمدة شهرين ونصف من أجل استبدال الستائر الأصلية بأخرى مماثلة ، مما يحمي الركاب من الطقس. في نهاية عام 2017 ، كان من المعروف أن الوصول إلى المحطة مزدحم ، ووافقت RATP على إطلاق دراسات أولية لإنشاء وصول ثالث. في عام 2019 ، دخل 6،534،340 مسافرًا هذه المحطة مما وضعها في المركز 48 من محطات المترو لاستخدامها.

## طبيعة المحطة
تعتبر هذه المحطة من أكثر المحطات شعبية في باريس، وعلى مخرجها ينتشر كثير من الشباب القادمين من شمال أفريقيا ولا سيما من الجزائر والذين يبيعون السكائر المهرّبة بطريقة غير شرعية، ويوجد أيضاً باعة أرصفة كما هو الحال في محطة مترو باربيس القريبة.